# Copa del Rey de baloncesto 1980
La Copa del Rey de baloncesto 1980 fue la número 44.º, donde su final se disputó en el Pabellón Municipal Punta Arnela de Ferrol el 3 de abril de 1980.
La edición fue disputada por los todos los equipos de la temporada 1979–80, los cuatro primeros accedían directamente a los cuartos de final.

## Octavos de final
Los equipos en segundo lugar jugaron la vuelta en casa. Los partidos de ida se jugaron el 23 y 24 de febrero y los de vuelta entre el 1 y 2 de marzo. 
| Equipo 1                  | Agr.    | Equipo 2            | Ida   | Vuelta |
| ------------------------- | ------- | ------------------- | ----- | ------ |
| Real Madrid CF            | Exento  |                     |       |        |
| FC Barcelona              | Exento  |                     |       |        |
| Club Joventut de Badalona | Exento  |                     |       |        |
| CB Cotonificio            | Exento  |                     |       |        |
| CN Helios                 | 177–159 | CB Mollet           | 75–77 | 102–82 |
| CB Estudiantes            | 186–186 | CB Tempus           | 86–87 | 100–99 |
| CD Manresa                | 183–171 | CD Basconia         | 98–86 | 85–85  |
| CB Areslux Granollers     | 177–179 | CB Miñón Valladolid | 90–89 | 87–90  |

## Cuartos de final
Los partidos de ida se jugaron el 8 y 9 de marzo y los partidos de vuelta los días 15 y 16 de marzo.
| Equipo 1       | Agr.    | Equipo 2                  | Ida    | Vuelta |
| -------------- | ------- | ------------------------- | ------ | ------ |
| CN Helios      | 175–214 | CB Tempus                 | 100–88 | 75–126 |
| Real Madrid CF | 184–203 | FC Barcelona              | 93–93  | 91–110 |
| CB Cotonificio | 165–168 | Club Joventut de Badalona | 79–91  | 86–77  |
| CD Manresa     | 228–192 | CB Miñón Valladolid       | 114–95 | 114–97 |

## Semifinales
Los partidos de ida se jugaron el 23 de marzo y los de vuelta el 29 de marzo.
| Equipo 1   | Agr.    | Equipo 2                  | Ida   | Vuelta |
| ---------- | ------- | ------------------------- | ----- | ------ |
| CB Tempus  | 155–198 | FC Barcelona              | 74–88 | 81–110 |
| CD Manresa | 139–136 | Club Joventut de Badalona | 79–70 | 60–66  |

## Final
| 3 de abril de 1980, 19:30 | FC Barcelona                       | 92–83                              | CD Manresa                         | |  |
| 19:30 GTM+1               | Marcador por tiempos: 44–38, 48–45 | Marcador por tiempos: 44–38, 48–45 | Marcador por tiempos: 44–38, 48–45 | |  |
|                           | Estadísticas Chicho Sibilio 24     | Pts                                | Estadísticas Bob Fullarton 29      | Pabellón: Pabellón Municipal Punta Arnela, Ferrol Asistencia: 3,000 espectadores Árbitros: José Marcé Jaime Andreu |  |

| Campeón de la Copa del Rey 1980 |
| ------------------------------- |
| FC Barcelona 10.º título        |